# 잠수함전
잠수함전은 일반 잠수함이나 핵잠수함 등으로 적군의 잠수함을 무력화시키는 전투를 말한다. 혹은 잠수함에서 미사일을 발사하여 육상이나 해상의 목표물을 맞추는 것도 이에 해당한다.

## 같이 보기
- 무제한 잠수함 작전